# Nannobrachium
Nannobrachium is een geslacht van straalvinnige vissen uit de familie van lantaarnvissen (Myctophidae). Het geslacht is voor het eerst wetenschappelijk beschreven in 1887 door Albert Günther.

## Soorten
- Nannobrachium achirus Andriashev, 1962
- Nannobrachium atrum Tåning, 1928
- Nannobrachium bristori Zahuranec, 2000
- Nannobrachium crypticum Zahuranec, 2000
- Nannobrachium cuprarium Tåning, 1928
- Nannobrachium fernae Wisner, 1971
- Nannobrachium gibbsi Zahuranec, 2000
- Nannobrachium hawaiiensis Zahuranec, 2000
- Nannobrachium idostigma Parr, 1931
- Nannobrachium indicum Zahuranec, 2000
- Nannobrachium isaacsi Wisner, 1974
- Nannobrachium lineatum Tåning, 1928
- Nannobrachium nigrum Günther, 1887
- Nannobrachium phyllisae Zahuranec, 2000
- Nannobrachium regale Gilbert, 1892
- Nannobrachium ritteri Gilbert, 1915
- Nannobrachium wisneri Zahuranec, 2000